# Pelicano-crespo

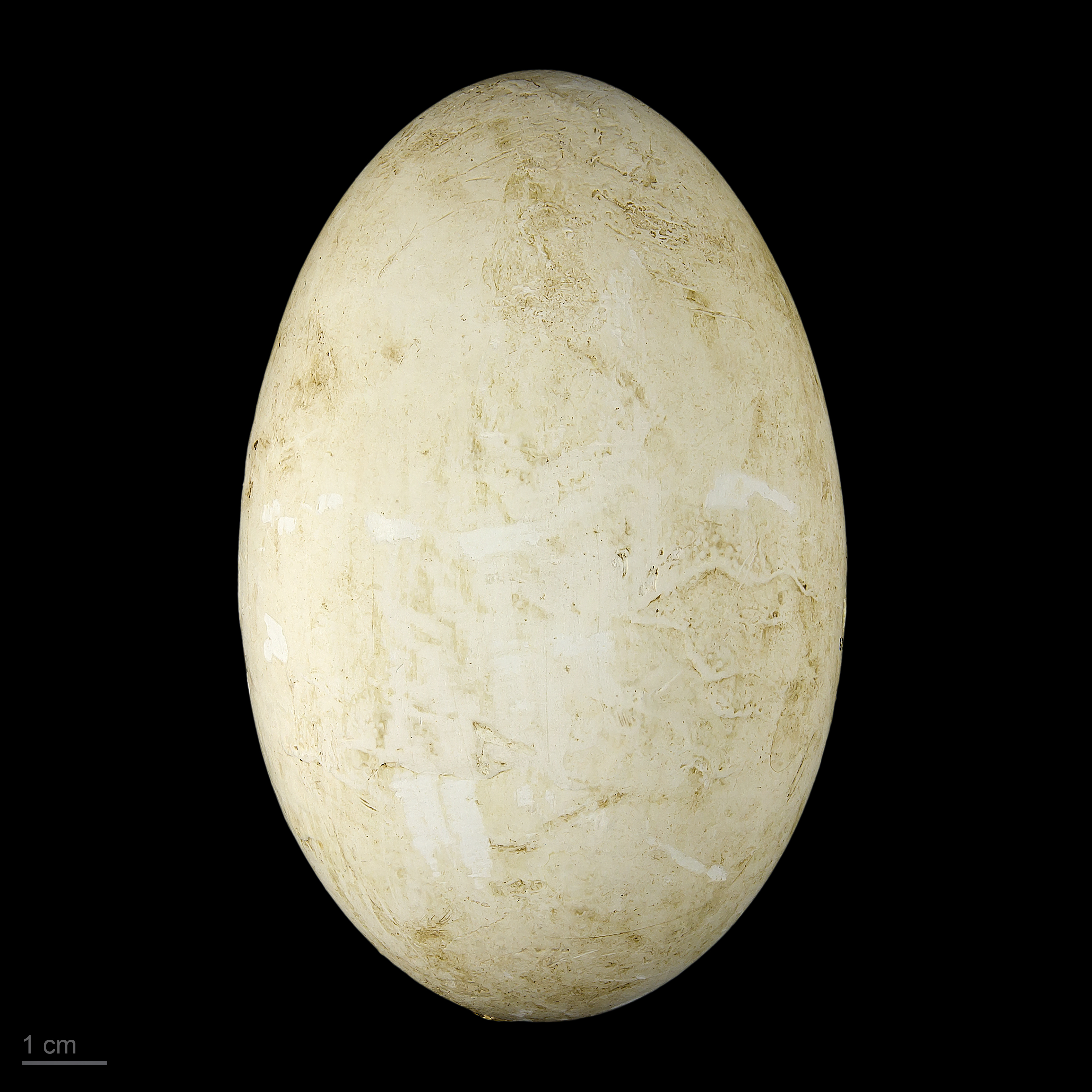
Pelecanus crispus - MHNT

O pelicano-crespo ou pelicano-dálmata (Pelecanus crispus) é uma espécie de pelicano, nativa do sudeste da Europa até o território chinês, que privilegia habitats lacustres e fluviais.